# Liste der Kulturdenkmäler in Fließem
In der Liste der Kulturdenkmäler in Fließem sind alle Kulturdenkmäler der rheinland-pfälzischen Ortsgemeinde Fließem aufgeführt. Grundlage ist die Denkmalliste des Landes Rheinland-Pfalz (Stand: 27. Juni 2022).

## Denkmalzonen
| Bezeichnung                       | Lage                                     | Baujahr           | Beschreibung | Bild                           |
| --------------------------------- | ---------------------------------------- | ----------------- | --- | ------------------------------ |
| Denkmalzone Römische Villa Otrang | südlich des Ortes (Otranger Straße) Lage | um Christi Geburt | Überreste eines großen römischen Gutshofs (Wirtschaftshof und Herrenhaus, um Christi Geburt, im 1. Jahrhundert erweitert mit Badeanlage, spätere Erweiterung mit repräsentativer Fassade, Mosaikböden; Schutzgebäude 1838 ff.) und auf der gegenüberliegenden Talseite zwei zugehörige Tempel | weitere Bilder Fotos hochladen |

## Einzeldenkmäler
| Bezeichnung                                           | Lage                                                      | Baujahr                         | Beschreibung | Bild                           |
| ----------------------------------------------------- | --------------------------------------------------------- | ------------------------------- | --- | ------------------------------ |
| Wegekreuz                                             | Bergstraße, vor Nr. 2 Lage                                | 1804                            | Schaftkreuz, bezeichnet 1804, Aufsatzkreuz mit Jesus-Monogramm | weitere Bilder Fotos hochladen |
| Katholische Pfarrkirche Kreuzerhöhung und St. Stephan | Kirchstraße, Pfarrer-Kellen-Straße Lage                   | ab dem 12. oder 13. Jahrhundert | romanischer Turm mit barockem Portal und Strebepfeilern von 1815, spätgotischer Chor (ehemalige Langhausjoche), dreischiffige Erweiterung 1929/30, Architekt Peter Marx, Trier; Kirchhofmauer mit Priestergrabstein, bezeichnet 1770, Priestergrabkreuz, bezeichnet 1813, Rokoko-Grabplatte; an der Friedhofskapelle Grabsteinfragment, im Zwerchgiebel Kreuz, bezeichnet 1707; Galvanoplastik Guter Hirte, Sockel neuklassizistisch; Grabplatte Pfarrer Klein († 1767); in der Wand Spolie; Kriegerdenkmal 1914/18 mit Erzengel Michael | weitere Bilder Fotos hochladen |
| Haus Ossweiler                                        | Kirchstraße 12 Lage                                       |                                 | jetzt Museum; Flurküchenhaus | Fotos hochladen                |
| Wegekreuz                                             | Kirchstraße, vor Nr. 51 Lage                              | 19. Jahrhundert                 | neugotisches Gedenkkreuz, gusseiserner Korpus | BW                             |
| Hofanlage                                             | Kylltalstraße 12/14 Lage                                  | nach 1850                       | kleiner Winkelhof, nach 1850 | BW                             |
| Brunnen                                               | Kylltalstraße, gegenüber Nr. 16 Lage                      | 1886                            | Laufbrunnen; Sandsteintrog, bezeichnet 1886, gusseiserner Pumpstock | BW                             |
| Kapelle                                               | Otranger Straße Lage                                      | Ende des 19. Jahrhunderts       | neugotisch, Ende des 19. Jahrhunderts; in den Stützmauern Grabkreuze, um 1900, zwei Kreuztragungsreliefs, 1920er Jahre | weitere Bilder Fotos hochladen |
| Bürgerhaus                                            | Otranger Straße 13 Lage                                   | um 1900                         | ehemalige Schule; sandsteingegliederter Kalksteinquaderbau, teilweise Fachwerk, um 1900 | weitere Bilder Fotos hochladen |
| Altes Pfarrhaus                                       | Pfarrer-Kellen-Straße 2 Lage                              | 17. Jahrhundert                 | Wohnhaus, im Kern wohl aus dem 17. Jahrhundert, Umbauten im 18. und 19. Jahrhundert, Straßenfassade 1935 überformt | BW                             |
| Wegekreuz                                             | östlich des Ortes Lage                                    | um 1848                         | Schaftkreuz, um 1848 | BW                             |
| Obere Fließemer Mühle                                 | nordöstlich des Ortes Lage                                | 1783                            | fünfachsiges Mühlengebäude bezeichnet 1783, Scheune bezeichnet 1828 | BW                             |
| Kapelle Wachenforth                                   | nordöstlich des Ortes bei der Oberen Fließemer Mühle Lage | um 1900                         | kleiner neugotischer Putzbau, um 1900; gusseisernes Kreuz, 19. Jahrhundert; Schaftkreuz, bezeichnet 1874 | BW                             |
| Bildstock                                             | nordwestlich des Ortes an der B 51 Lage                   | Ende des 19. Jahrhunderts       | Nischenrelief des heiligen Matthias, ausgehendes 19. Jahrhundert | Fotos hochladen                |
| Wegekreuz                                             | südöstlich des Ortes Lage                                 | 1707                            | Schaftkreuz, bezeichnet 1707 | BW                             |
| Bildstock                                             | südwestlich des Ortes Lage                                | um 1900                         | neugotisch, um 1900 | weitere Bilder Fotos hochladen |
| Wegekreuz                                             | westlich des Ortes an der K 74 Lage                       | gegen 1700                      | Nischenkreuz, gegen 1700 | weitere Bilder Fotos hochladen |